# Пейдж, Уильям

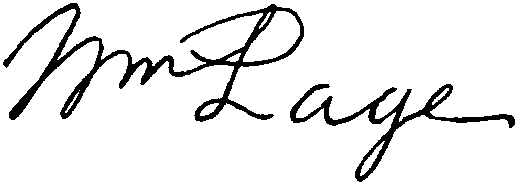
Подпись Пейджа

Уильям Пейдж (англ. William Page; 1811—1885) — американский художник-портретист.

## Биография
Родился 3 января 1811 года в городе Олбани, штат Нью-Йорк.
В возрасте девяти лет вместе с семьёй приехал в Нью-Йорк, где уже в 1822 году получил премию от American Institute of the City of New York за работу тушью. В четырнадцать лет начал изучать право в юридической конторе Фредерика Пейстера (англ. Frederic de Peyster), которую вскоре покинул и пришел в студию художника Джеймса Герринга (англ. James Herring). Менее чем через год он стал учеником художника и изобретателя Сэмюэля Морзе и поступил в Национальную академию дизайна. Его рисунки в античном стиле принесли ему серебряную медаль академии, но, вступив в Пресвитерианскую церковь, Уильям решил посвятить себя религиозной службе. В течение двух лет он изучал богословие в Андовере и Амхерсте, штат Массачусетс, но всё равно вернулся в искусство.
Жил и работал в Нью-Йорке. В 1836 году стал членом Национальной академии дизайна и был её президентом с 1871 до 1873 годы. Около 1844 года Пейдж переехал в Бостон, но в 1847 году он вернулся в Нью-Йорк, где жил в течение двух лет. Затем он отправился в Италию, где провёл одиннадцать лет, жил во Флоренции и Риме. В Нью-Йорк вернулся в 1860 году. Находясь в Италии писал портреты известных людей, изучал труды великих мастеров, в частности Тициана, которыми он восхищался и подражал, делая копии его работ.
Дружил со скульптором Уильямом Стори (англ. William Wetmore Story) и поэтом Джеймсом Лоуэллом, который посвятил Уильяму Пейджу в 1843 году свой первый сборник стихов. Пейдж был автором труда «A New Geometrical Method of Measuring the Human Figure» (1860), а также проявил себя как инженер, делая изобретения и патентуя различные улучшения лодоки и оружия.
Умер 1 октября 1885 года в Tottenville, боро Статен-Айленд, Нью-Йорк.

Некоторые работы
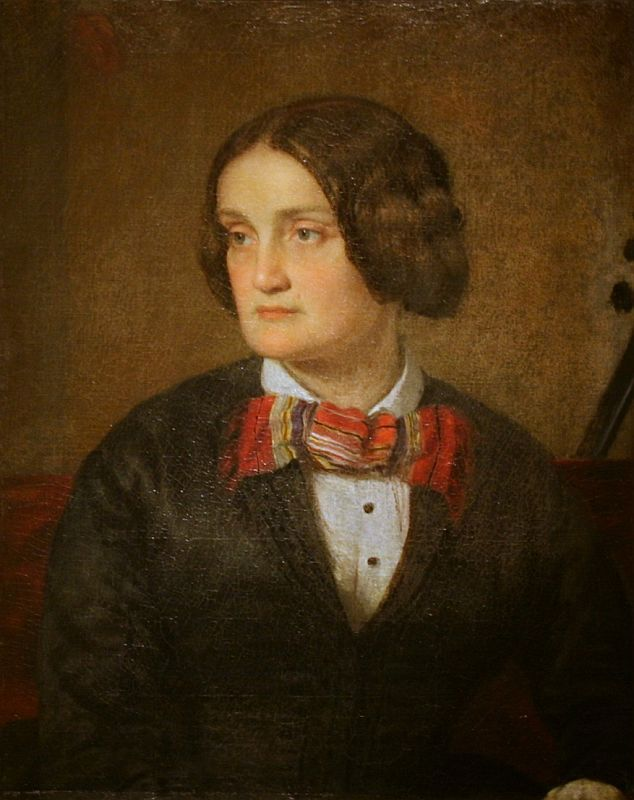
Шарлотта Кашмен
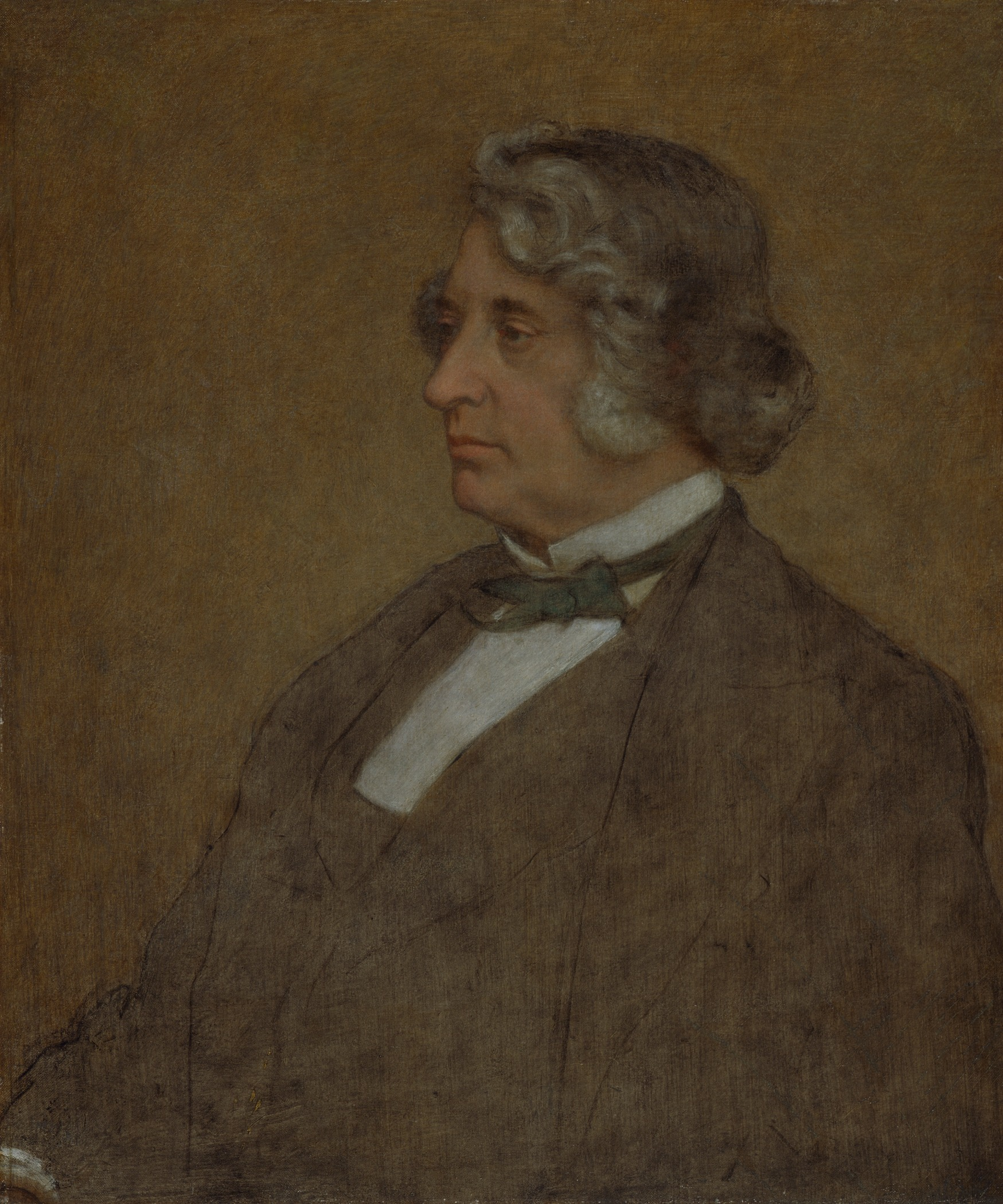
Чарльз Самнер
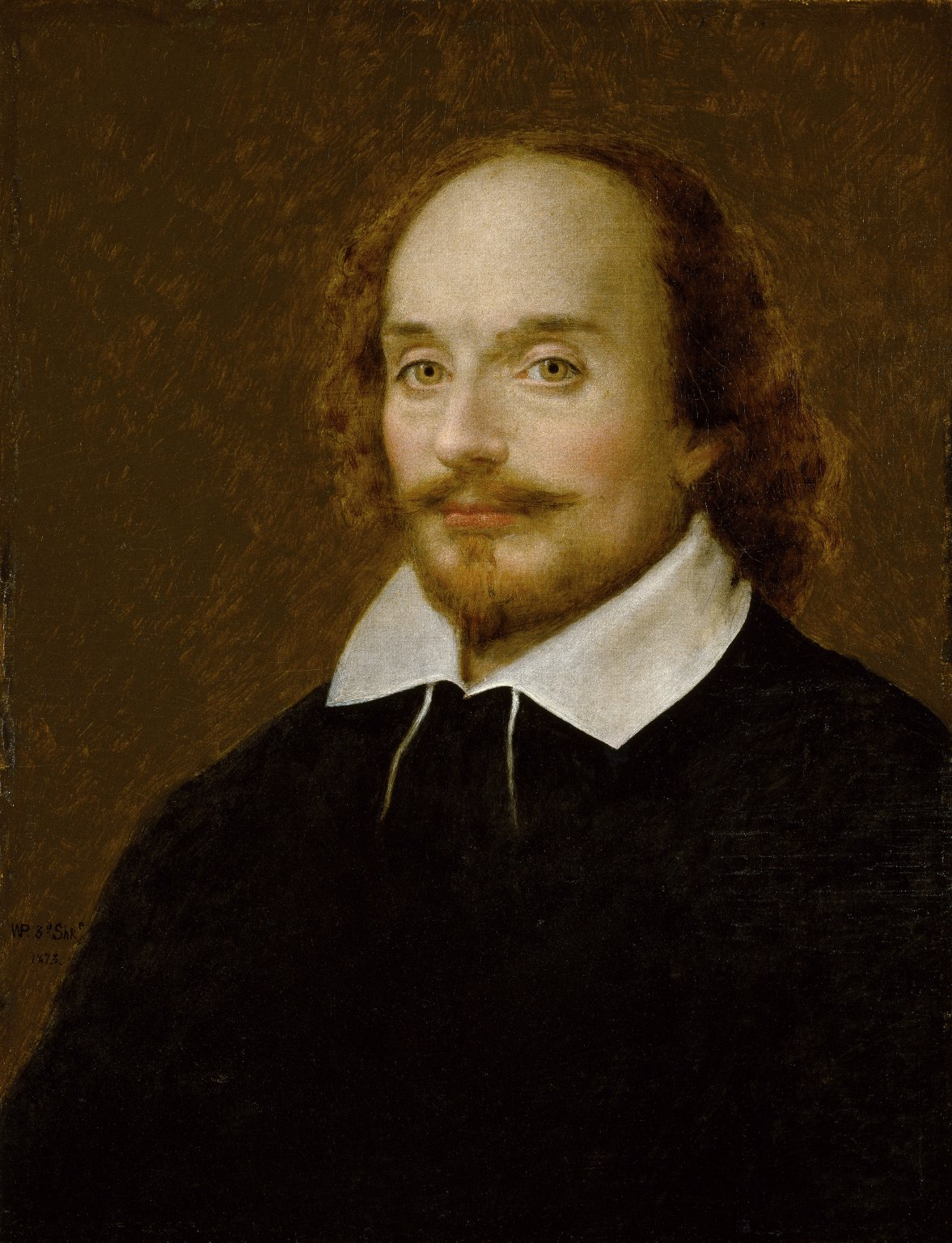
Уильям Шекспир